# Massep jezik
Massep jezik (masep, wotaf, potafa; ISO 639-3: mvs), jezik istoimene etničke grupe (plemena) s indonezijskog dijela Nove Gvineje; 25 govornika (2000 S. Wurm) od 85 etničkih. Prema ranijoj klasifikaciji pripadao je transnovogvinejskoj porodici, sjevernom ogranku skupine Dani-Kwerba, unutar koje je činio istoimenu samostalnu podskupinu. Danas se vodi kao izolirani jezik.
Govori se na sjevernoj obali istočno od ušća rijeke Mamberamo

## Vanjske poveznice
- Ethnologue (14th)
- Ethnologue (15th)